# Cremastus restrictus
Cremastus restrictus är en stekelart som beskrevs av Dasch 1979. Cremastus restrictus ingår i släktet Cremastus och familjen brokparasitsteklar. Inga underarter finns listade i Catalogue of Life.